# ドナ・リード・ショー

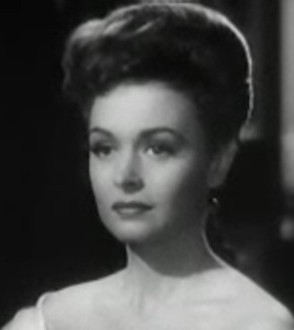
番組ホステス・主演を担当したドナ・リード

『ドナ・リード・ショー』（原題：The Donna Reed Show）は、1958年から1966年までアメリカ合衆国のアメリカン・ブロードキャスティング・カンパニーで放送されていたテレビドラマである。主演は番組タイトルにもなっているドナ・リードで、彼女が演じる主婦ドナ・ストーンを中心とする4人家族の情景を描いたホームコメディ作品となっている。

## 登場人物

### ストーン家

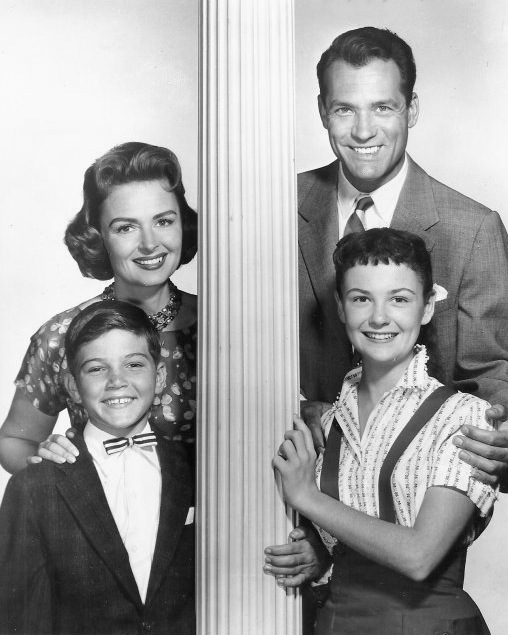
1958年出演当時のメインキャスト。左上から順にドナ・リード、カール・ベッツ、シェリー・フェブレー、ポール・ピーターセン

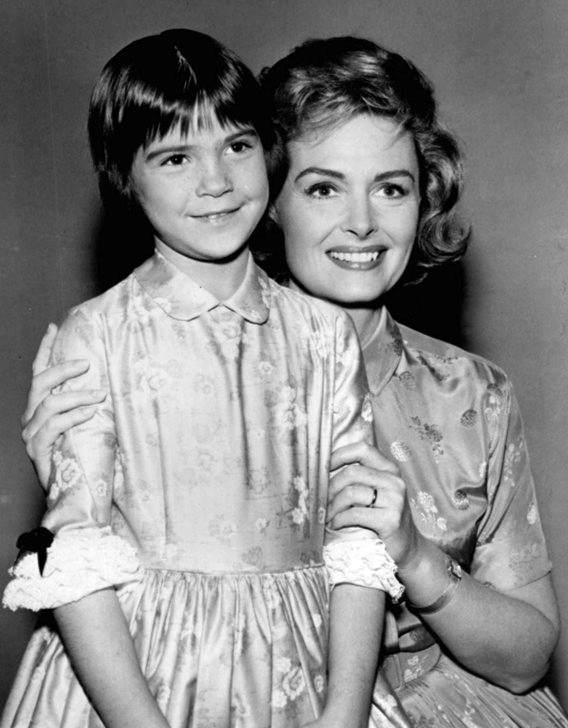
パティ・ピーターセン（前方）とドナ・リード（後方）

ドナ・ストーン
演：ドナ・リード / 吹き替え：富永美沙子
上流中産階級の主婦。18歳の時にアレックスと結婚した。
アレックス・ストーン
演：カール・ベッツ / 吹き替え：北町史郎→松宮五郎
ドナの夫である小児科医。ドナとはツインベッドで一緒に寝る。
ジェフ・ストーン
演：ポール・ピーターセン / 吹き替え：川内孝子→白川澄子→松浦淑恵→朝倉宏二
ドナとアレックスの息子。
メアリー・ストーン
演：シェリー・フェブレー / 吹き替え：藤巻桂子→田口英子→岡奈津美
ドナとアレックスの娘で、ジェフの2歳上の姉。ピアノの演奏が上手い。大学に進学するために家を出る。
トリーシャ
演：パティ・ピーターセン / 吹き替え：山本嘉子
家を出たメアリーと入れ替わりに、ストーン家に養子に来た6歳の少女。

### 準レギュラー
デイヴ・ケルシー
演：ボブ・クレイン
ミッジ・ケルシー
演：アン・マックリー

### ゲスト
この作品にはたびたびセレブリティがゲスト出演していた。野球選手のドン・ドライスデールやウィリー・メイズのように、複数回登場するゲストもいた。

## 日本での放送
日本でも『うちのママは世界一』（うちのママはせかいいち）と題し、1959年3月から1960年8月までフジテレビで、1961年5月から1963年8月までTBSを含むTBS系列局で放送されていた。
TBSでは味の素の一社提供で放送され、テーマソングも歌詞に「お椀のマーク味の素」を入れた独自の曲（歌：楠トシエ）に差し替えられていた。

### 放送時間
いずれも日本標準時。
- 日曜 20:00 - 20:30（フジテレビ、1959年3月 - 1959年6月）
- 月曜 20:00 - 20:30（フジテレビ、1959年7月 - 1960年8月）
- 木曜 22:00 - 22:30（TBS、1961年2月 - 1961年4月）
- 火曜 19:00 - 19:30（TBS、1961年5月 - 1963年8月）